# マイアミ大学 (フロリダ州)
マイアミ大学（University of Miami、略称：UM または The U）は、フロリダ州マイアミ市南西郊の高級住宅地、コーラルゲーブルス市に位置する私立総合大学。学生数は学部生・大学院生合わせて約13,000人。U.S.News&World Report誌の2012年度版のランキングにおいては、同校は第38位であった。同校はまたカレッジフットボールの強豪としても有名である。1980年代に黄金時代を迎え、これまでにNFLに多数の選手を輩出している。
なお、アメリカ合衆国にはフロリダ州とオハイオ州に2校のマイアミ大学がある。後者はオハイオ州南西部、オックスフォード(Oxford)に位置する州立大学である。双方の区別をつけるためにオハイオ州の方は「Miami University of Ohio」や、そのまま「Miami University」と呼び、フロリダ州のほうはそのまま「University of Miami」と呼ぶ。ここではフロリダ州のマイアミ大学について述べる。オハイオ州のマイアミ大学に関しては、マイアミ大学 (オハイオ州)を参照のこと。

## 学生・学問
マイアミ大学は建築・教養・経営・コミュニケーション・教育・工学・音楽・看護の8学部、および法科大学院・医科大学院・海洋学研究科の3大学院を有する総合大学である。その学問分野のうち、特に評価が高いのは経営学、海洋、建築学、生物学、医学、音楽の分野である。

## スポーツ
スポーツチームはハリケーンズ（Hurricanes）と呼ばれる。タイトル・ナイン（Title IX）の規定により、男女合わせて16の代表チームが競技に参加しているのみ。しかし、同校はフットボールと野球の強豪として非常に有名であり、特にフットボールは多くのNFL選手を輩出している。
マイアミ大学はアトランティック・コースト・カンファレンス（Atlantic Coast Conference、ACC）に所属している。州内の強豪であるフロリダ・ゲイターズ（フロリダ大学）、フロリダステート・セミノールズ（フロリダ州立大学）の両校は積年のライバルであり、しのぎを削っている。
同校の初優勝は1983年。オレンジボウルでネブラスカ・コーンハスカーズ（ネブラスカ大学）を 31－30 で破り、栄冠に輝いた。その後1987年、1989年、1991年とわずか8年で4度の優勝を遂げた。その年にビッグ・イースト・カンファレンス（Big East Conference）に加入、翌々年の1993年から同カンファレンス所属校との試合スケジュールを開始した。
1980年代に黄金時代を謳歌した同校だが、1990年代は一転、低迷期を迎える。しかし、1999年開幕戦でオハイオステート・バッカイズ（オハイオ州立大学）に 23－12 で勝利、チームは再び波に乗る。2001年にはローズボウルで再びコーンハスカーズを 37－14 で破って5度目の優勝を果たし、全米に「マイアミ大学復活」を印象付けた。2002年に入っても同校は勝利を積み重ね、連覇をかけてフィエスタボウルに出場、バッカイズと対戦した。圧倒的な攻撃力を誇り、試合前には優勢と見られていた同校であったが、2度の延長戦に突入、堅守を誇るバッカイズの前に一歩及ばず、ついに 31－24 で敗れ、2000年からの連勝が34で止まった。
同校は2003年に現在のアトランティック・コースト・カンファレンスに移籍。現在においても、安定した実力を持っている。
同校はキャンパス内にスタジアムを持っていない。同校のホームの試合は、マイアミ市内のハードロック・スタジアムで行われる。
男子バスケットボールは2023年の第85回全米大学選手権大会で初のファイナルフォー進出。ワッツコ・センターが本拠アリーナ。

## 日本とのかかわり
同校は国際交流にも熱心である。日本の大学では、上智大学・関西外国語大学・鹿児島大学の3校が同校と交換留学の提携を結び、学生を相互に留学生として受け入れ・派遣している。